# Col·libiode
Els fongs col·libioides, anomenats de manera més precisa cama-secs col·libiodes, produeixen bolets de barret convex a estès i làmines adnatedes i espores de color blanc o crema pàl·lid (alguns exemplars de certes espècies poden tenir reflex rosacis o ocracis). Les espècies més representatives pertanyen a l’antic gènere Collybia, avui escindit, d’on prové el nom.
Són bolets poc consistents, fins i tot fràgils, de mitjans a menuts, de cama sovint molt aprimada i gairebé tots saprotròfics. Només un grup molt reduït (cama-secs fungícoles), són col·líbies que es desenvolupen sobre altres bolets. Alguns són paràsits i creixen sobre bolets vius, altres saprotròfics especialitzats, que creixen sobre bolets en descomposició.

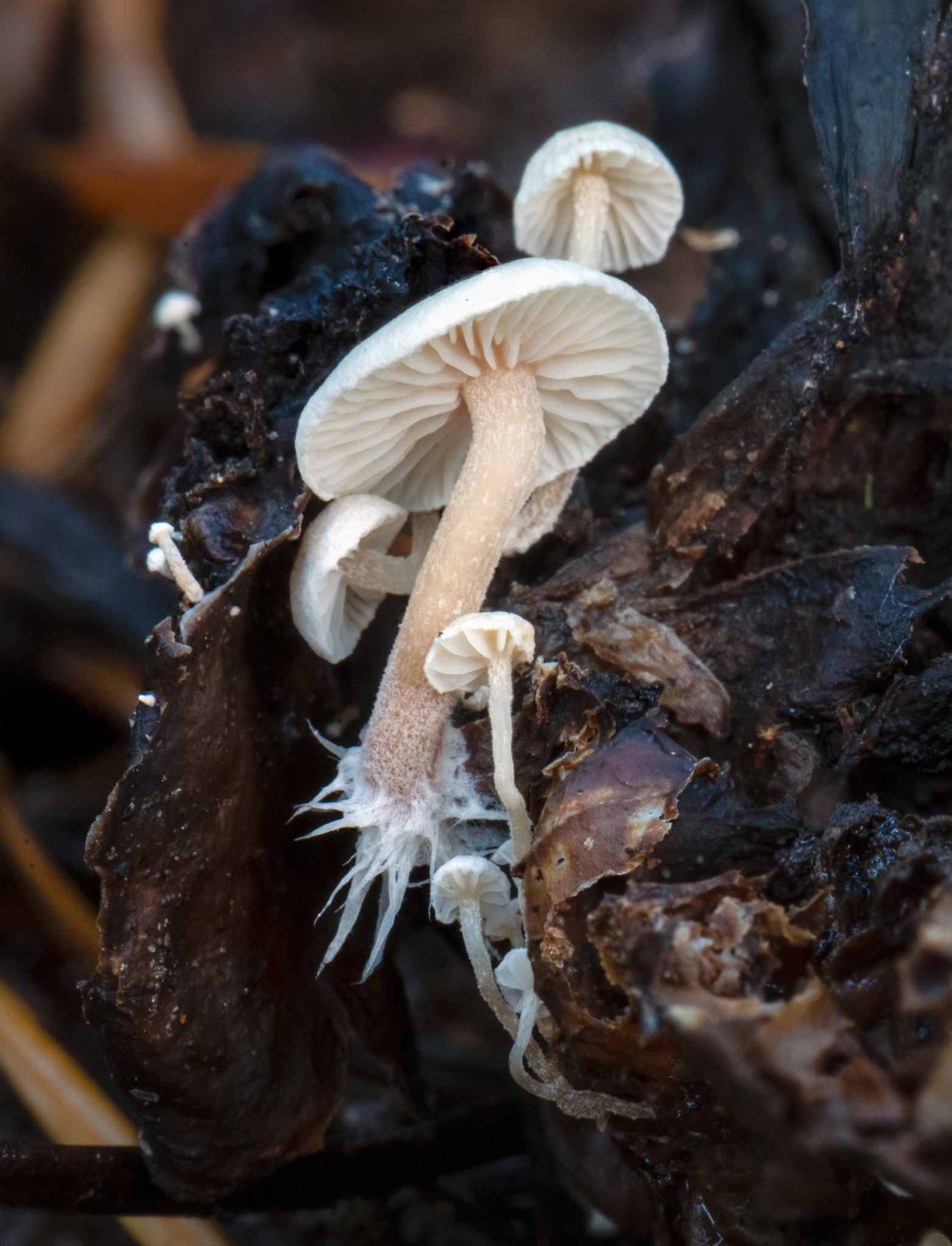
Detall de la col·líbia de desfila (Collybia cirrhata) mostrant les hifes blanques de la base del peu.

La majoria de cama-secs col·libioides es van disposar inicialment en el gènere Collybia, però al llarg dels darrers anys els micòlegs han buidat pràcticament aquest gènere. De fet, ara conté només tres espècies: la col·líbia d’escleroci groc (Collybia cookei), la col·líbia d’escleroci negre (Collybia tuberosa)(= Microcollybia tuberosa) i la col·líbia de desfila (Collybia cirrhata).
A nivell europeu hi ha al voltant de 80 espècies de cama-secs col·libiodes. El nucli del grup és representat pels gèneres Collybia, Dendrocollybia, Gymnopus i Rhodocollybia.